# Ingénieur maritime
 (septembre 2012).
Si vous disposez d'ouvrages ou d'articles de référence ou si vous connaissez des sites web de qualité traitant du thème abordé ici, merci de compléter l'article en donnant les références utiles à sa vérifiabilité et en les liant à la section « Notes et références ».
Un ingénieur maritime est un ingénieur génie civil spécialisé dans les aménagements côtiers. Principalement pour les plages, les estuaires et les ports, mais aussi pour les structures en mer (en particulier pour l’exploitation pétrolière « offshore »). L’ingénieur maritime est spécialisé en Génie maritime (Coastal Engineering en anglais).
Ces aménagements concernent une large gamme de structures : digues (ou brise-lames) portuaires, quais, chenaux d’accès, dragages, épis de protection des plages et tous autres systèmes de protection contre l’érosion. Ces aménagements visent la mise en valeur des zones côtières urbaines, touristiques, industrielles, mais aussi les zones humides autour des estuaires et des lagunes.
L’ingénieur maritime est soucieux des aspects environnementaux des ouvrages qu’il conçoit : les études d’impact sur l’environnement, et plus généralement les options d’aménagement du territoire, font partie de ses responsabilités (Coastal Management en anglais). 
L’ingénieur maritime est impliqué dans les projets d'ingénierie à partir de la phase de conception, jusqu’à la phase de réalisation, soit en tant que constructeur (dans une entreprise de BTP) soit en tant que maître d’œuvre (supervision des travaux effectuée par un consultant) pour le compte du maître d’ouvrage.
Les principaux outils de l’ingénieur maritime sont le calcul de structure, la modélisation numérique et la modélisation physique (modèles réduits). Il s’appuie aussi largement sur les codes de dimensionnement des structures.
Les ingénieurs maritimes français sont souvent formés dans les grandes écoles (Mines ParisTech, Centrale, Ponts et Chaussées ParisTech, ENSTA ParisTech, SeaTech, ESITC Caen, ENSIETA, Polytech Lille) et dans d’autres écoles plus spécialisées (Bac + 5). À l’étranger, ils sont formés dans les universités (Pays-Bas, Grande-Bretagne, Allemagne, Danemark, États-Unis, Canada, Japon).